# Juridisk person
Juridisk person är ett juridiskt begrepp för en sammanslutning, som har egen rättskapacitet, det vill säga kan förvärva rättigheter och ikläda sig skyldigheter. En juridisk person kan ingå avtal, äga tillgångar och ådra sig skulder. Den juridiska personen kan också uppträda som part i domstol. 
Det typiska för en juridisk person är att den, precis som en fysisk person kan förvärva och äga tillgångar, ådra sig och vara betalningsansvarig för skulder och vara kärande eller svarande i rättegång. En juridisk person kan skydda sina ägare från personligt ansvar. Detta skydd är dock inte absolut. Det kan gå att tränga igenom den bolagsrättsliga slöjan ("piercing the corporate veil").
Varje stat har egna regler för juridiska personer. I allmänhet godtas de som juridiska personer även i andra stater under förutsättning att de har ställning som juridisk person i den stat där de bildats.

## Europeisk rätt
I och med att Lissabonfördraget trädde i kraft den 1 december 2009 blev Europeiska unionen en juridisk person och övertog de befogenheter som Europeiska gemenskapen tidigare hade. Samtidigt avskaffades strukturen med de tre pelarna.

## Svensk rätt
Enligt svensk rätt är till exempel staten (även kronan), kommun och region (tidigare landsting) juridiska personer, liksom trossamfund, aktiebolag, ekonomisk förening, bostadsrättsförening, sambruksförening, kooperativ hyresrättsförening, försäkringsförening, stiftelse, europabolag, europakooperativ, erkänd arbetslöshetskassa, ömsesidigt försäkringsbolag, europeisk ekonomisk intressegruppering, europeisk gruppering för territoriellt samarbete, samfällighetsförening, (oskiftat) dödsbo och konkursbo. En ideell förening blir enligt accepterad praxis juridisk person trots avsaknad av lagreglering, under förutsättning att den bildats på rätt sätt. Även fiskevårdsområdesföreningar bildade enligt lagen (1981:533) om fiskevårdsområden, viltvårdsområdesföreningar bildade enligt lagen (2000:592) om viltvårdsområden, häradsallmänningar, vattenförbund och samebyar är exempel på juridiska personer.
De flesta juridiska personer behöver organisationsnummer enligt lagen (1974:174) om identitetsbeteckning för juridiska personer m.fl.
De flesta juridiska personer har en benämning, firma, under vilken den driver sin verksamhet. Vad gäller ideella föreningar så är det inget krav.